# Mateusz Borek

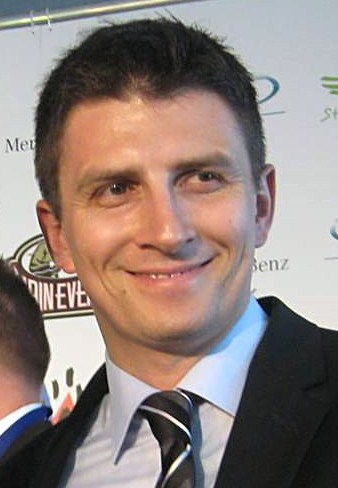
Mateusz Borek (2011)

Mateusz Borek (* 2. November 1973 in Dębica) ist ein polnischer Fußballkommentator und Sportjournalist.

## Leben
Borek arbeitet als Kommentator für Eurosport, Polsat Sport und Polsat Sport Extra, zwei polnische private Fernsehsender. Bis zum Jahr 2000 arbeitete er für den französischen Sender Canal +. Zusätzlich zu den Fußballkommentaren, darunter die wichtigsten Spiele der Weltmeisterschaften 2002, 2006, Fußball-Europameisterschaft 2008 und 2016 sowie sechs Finalspiele der Champions League, kommentiert er Boxkämpfe. Dreimal erhielt er den Football Academy Awards Canal + als bester Fernsehkommentator (2001, 2003 und 2004). Bei der Fußball-Europameisterschaft 2021, Fußball-Weltmeisterschaft 2022, Fußball-Europameisterschaft 2024 kommentierte er Spiele beim Staatssender TVP.
Nebenbei spielte Borek eine Rolle als Gangster und Vietnamesischübersetzer im polnischen Spielfilm E = mc ². Seine Stimme ist auch in Spielen der Fußballsimulation Pro Evolution Soccer zu hören.
Mateusz Borek lebt mit dem Modell Joanna Chętnik zusammen. Sie haben einen Sohn, Jakob.